# Narození

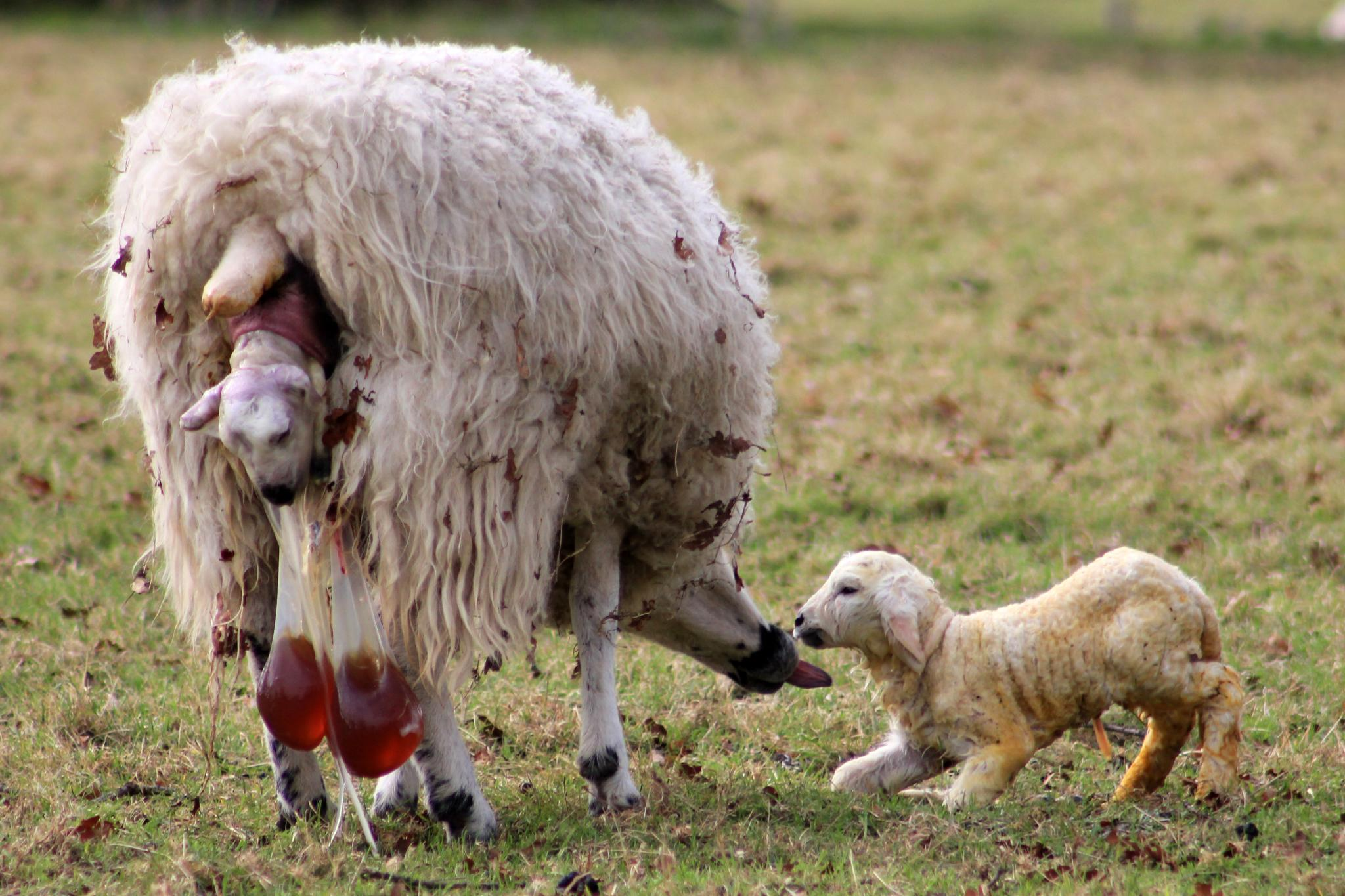
Porod jehňátka: matka olizuje prvního beránka, zatímco rodí druhého

Narození je akt nebo proces porodu nebo zrození potomků. U savců je tento proces iniciován hormony, které způsobují smršťování svalových stěn dělohy, čímž vyloučí plod ve vývojové fázi, když je připraven ke krmení a dýchání. U některých druhů je potomstvo prekociální a může se pohybovat téměř okamžitě po narození, u jiných je však altriciální a je zcela závislé na rodičích. U vačnatců se plod rodí ve velmi nezralé fázi po krátkém gestační období a rozvíjí dále ve vaku, v mateřském lůně.
Nejsou to jen savci, kteří rodí. Někteří plazi, obojživelníci, ryby a bezobratlí nesou v sobě své vyvíjející se mláďata. Některé z nich jsou vejcoživorodí, vajíčka se vylíhnou uvnitř těla matky a jiní jsou živorodí, přičemž embryo se vyvíjí uvnitř jejího těla, podobně jako u savců.

## Další názvy
Porod má více názvů podle živočišného druhu. U lidí se obecně nazývá také slehnutí, u některých savců vrh. U zvířat se označuje i zvláštními termíny pro jejich daný druh: kocení u koček, štěnění u fen, telení u krav, hřebení u klisen, prasení u prasnic nebo bahnění u ovcí.

## Savci
Velcí savci jako jsou primáti, skot, koně, některé antilopy, žirafy, hroši, nosorožci, slony, tuleni, velryby, delfíni a sviňuchy jsou vesměs březí s právě jediným potomkem, i když příležitostně mohou mít dvojčata nebo vícečetné porody. U těchto velkých zvířat je proces narození podobný procesu u člověka, i když většina živočišných potomků je prekocialních. To znamená, že se rodí ve vyspělejším stavu než je lidský novorozenec a jsou schopna stát, chodit a běhat (nebo plavat v případě vodních savců) krátce po narození.  V případě velryb, delfínů a sviňuch se obvykle první rodí ocas, což minimalizuje riziko utopení. Matka povzbuzuje novorozené mládě, aby stoupalo na hladinu vody, kde se nadechne. 
Většina menších savců má mnohočetné porody a dávají mladé ve vrzích, které mohou mít dvanáct a více potomků. U těchto zvířat je každý plod obklopen vlastním plodovým vakem a má samostatnou placentu. To se odděluje od stěny dělohy během porodu a plod postupuje směrem k porodnímu kanálu.
Velcí savce, kteří porodí dvojčata, jsou mnohem vzácnější, ale vyskytují se občas i u tak velkých savců, jako jsou sloni. V dubnu 2018 byli vidět asi osmiměsíční dvojčata slonů, která se připojili ke stádu jejich matky v národním parku Tarangire v Tanzanii, a kteří se podle odhadů narodili v srpnu 2017.